# Tsuchinoko

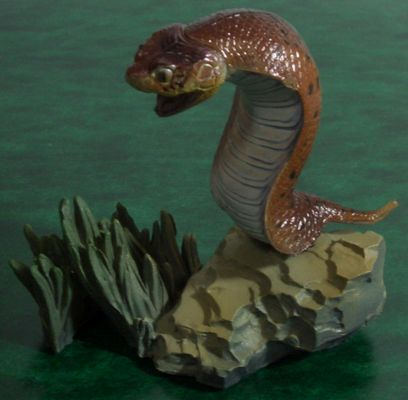
Una rappresentazione dello tsuchinoko.

Lo tsuchinoko (ツチノコ?) è un essere leggendario simile ad un serpente, originario del Giappone. Il nome tsuchinoko è utilizzato prevalentemente nell'Ovest del Giappone, incluse le province di Kansai e Shikoku; nel nord-est del Giappone è conosciuto come bachi hebi.
Gli tsuchinoko sono descritti come degli animali lunghi tra 30 e gli 80 centimetri, simili in apparenza a dei serpenti, tranne per la parte centrale del loro corpo, che è più larga della parte finale e della testa, e aventi i denti e il veleno come quello di una vipera. Alcune persone dicono che possegga la capacità di saltare oltre un metro di distanza.
Stando alla leggenda, lo tsuchinoko ha l'abilità di parlare e un'attitudine alla menzogna, così come una propensione per l'alcol. Le leggende riportano altresì che possa ingoiare la propria coda, per poter rotolare come un cerchio.

## Storia
Disegni raffiguranti lo tsuchinoko su ceramica risalenti al periodo Jōmon sono stati rinvenuti a Gifu e Nagano. Un'enciclopedia del Periodo Edo contiene una descrizione sullo tsuchinoko sotto il nome di yatsui hebi. Descrizioni di questa creatura si riscontrano anche nella Kojiki.
Nel 1989 la cittadina di Mikata, nella prefettura di Hyōgo, ha offerto un premio di 330 metri quadri di terreno per chiunque catturi uno tsuchinoko e, nel 2001, venne esposto un grosso serpente nero sostenendo che si trattasse di uno tsuchinoko.

## Possibili spiegazioni
Esclusi Hokkaido e le Isole giapponesi del Sud, avvistamenti di tsuchinoko sono stati segnalati in tutto il Giappone. Benché un vero tsuchinoko non sia mai stato formalmente catalogato dalla comunità scientifica, esistono delle ipotesi che qualche altro animale sia stato confuso con questa creatura. Alcuni ritengono che la leggenda dello tsuchinoko si basi su avvistamenti di serpenti che abbiano appena ingoiato una preda. Anche la lucertola dalla lingua blu, il cui possesso divenne legale in Giappone negli anni settanta, sembra essere facilmente confondibile per uno tsuchinoko; l'unica grande differenza nell'aspetto sono le quattro zampe.

## Tsuchinoko nella finzione
- Lo tsuchinoko compare anche nella serie manga e anime Sampei ed è considerato un oggetto segreto o un nemico in un vasto numero di videogiochi giapponesi, tra cui: Metal Gear Solid 3: Snake Eater, Metal Gear Solid V: The Phantom Pain, Castlevania: Aria of Sorrow, We Love Katamari, Me and My Katamari, Forbidden Siren, Radiata Stories, Super Scribblenauts , Pokémon (i Pokémon Dunsparce e Dudunsparce), Super Mario Land (nel World 4-2) e Monster Hunter: World (catturabile nelle Caverne di El Dorado).
- Negli episodi speciali dell'anime Occult Academy due personaggi allevano un esemplare di Tsuchinoko arrivando persino a battezzarlo affettuosamente Tsucchi. Nell'anime Mob Psycho 100 appare in uno spezzone alla fine dell'episodio 12 della prima stagione. Nei videogiochi Dangan Ronpa e Super Dangan Ronpa 2 i personaggi Hagakure Yasuhiro (Dangan Ronpa) e Hiyoko Saionji (Super Dangan Ronpa 2) citano lo Tsuchinoko. È presente nell'episodio di Doraemon Il leggendario tsuchinoko e viene citato nell'episodio Mitsuhiko sparisce nel bosco (parte 2) di Detective Conan. Compare nel quarto segmento dell’episodio 4 della seconda stagione (Recycle! Trash Cleanup Competition) di Saiki Kusuo no psi-nan.
- In Yu-Gi-Oh è presente un archetipo di carte chiamati Pericolo! Dove sono raffigurati esseri leggendari, tra cui Tsuchinoko.
- Viene ripetutamente citato nell'anime Bocchi the Rock!.

- Nell’anime/manga DanDaDan (arco narrativo “Cursed House"), un personaggio si riferisce ad una  località come “villaggio di Tsuchinoko[2]” nella quale si venera un’entità simile a uno Tsuchinoko come divinità del vulcano locale, offrendo sacrifici umani secondo antiche tradizioni. In seguito si scopre che la creatura è un gigantesco «Mongolian Death Worm» che controlla l’attività sismica.